# جمعية الأكاديميين الألمان المغاربة
جمعية الأكاديميين الألمان-المغاربة (بالألمانية: Deutsch-Marokkanische Akademiker e.V) هي جمعية أكاديمية لخريجي الجامعات الألمانية من الألمان والمغاربة. تنشط الجمعية في معظم المدن الجامعية في ألمانيا. يقع المكتب الرئيسي للجمعية لذى جامعة هانوفر، بولاية ساكسونيا السفلى الألمانية.
تأسست في 24 مارس 2012  وذلك بهدف ربط الوصال بين الأكاديميين المغاربة والألمان في كل من ألمانيا والمغرب. تُنظم الجمعية بطريقة مُنتظمة مؤتمرات مُتعددة التوجهات لمدعوين ألمان ومغاربة. إضافة إلى أنشطة الجمعية الأكاديمية، تضم فعالياتها تنظيمات ثقافية ورياضية. جمعية DMA هي واحدة من الجمعيات الأكثر نشاطا في وسط الجالية المغربية في ألمانيا.
93٪ من الأعضاء ينتمون إلى الجيل الأول من مغاربة العالم (المولد في المغرب) و بنسبة 96٪ بشهادة أكاديمية من الباشلر فما فوق.

## الأهداف
تُعرف جمعية الأكاديميين الألمان-المغاربة أهدافها و توجهاتها كالآتي:
- تطوير وصيانة شبكة الإتصال بين الأكاديميين (الألمان والمغاربة) في كل من ألمانيا والمغرب.
- إنشاء منصة للاجتماعات وتبادل الآراء/الخبرات.
- تعزيز الحوار بين الثقافات والشعوب. و الرقي بالعلاقات المغربية الألمانية
- تنظيم و دعم الفعاليات الثقافية.
- تقديم الدعم الأولي لتسهيل الحياة الجامعية و الاجتماعية للطلبة.
- دعم مساعدات التنمية والمشاركة في التعاون الإنمائي الدولي.
- تقديم المشورة والمساعدة للطلاب (ذوي خلفية مهاجرة) لصقل عوامل التعليم والتفوق لذيهم.